# Seznam přímořských sídel v Černé Hoře
Toto je seznam všech sídel v Černé Hoře, která leží u moře. Jsou zde uvedena pouze sídla, která jsou samostatná. Seznam se řadí podle opčin a podle polohy (podle pobřeží Jaderského moře proti směru hodinových ručiček, tedy (většinou) od severu k jihu). Města jsou vyznačena tučně. Jsou zde uvedena pouze ta sídla, která jsou považována za samostatná[kým?].
Počty obyvatel jsou aktuální k roku 2003.

## Opčina Herceg Novi
- Igalo – 3 754 obyvatel
- Herceg Novi – 12 739 obyvatel
- Meljine – 1 120 obyvatel
- Zelenika – 1 444 obyvatel
- Kumbor – 1 067 obyvatel
- Đenovići – 1 272 obyvatel
- Baošići – 1 473 obyvatel
- Bijela – 3 748 obyvatel
- Jošice – 439 obyvatel
- Đurići – 326 obyvatel

## Opčina Kotor
- Kostanjica – 127 obyvatel
- Donji Morinj – 261 obyvatel
- Lipci – 36 obyvatel
- Strp – 45 obyvatel
- Risan – 2 083 obyvatel
- Perast – 349 obyvatel
- Dražin Vrt – 59 obyvatel
- Donji Orahovac – 257 obyvatel
- Dobrota – 8 169 obyvatel
- Kotor – 1 331 obyvatel
- Škaljari – 4 002 obyvatel
- Muo – 677 obyvatel
- Prčanj – 1 244 obyvatel
- Donji Stoliv – 336 obyvatel
- Bigova – 114 obyvatel
- Glavatičići – 69 obyvatel
- Zagora – 48 obyvatel
- Krimovica – 55 obyvatel
- Višnjeva – 128 obyvatel

## Opčina Tivat
- Lepetani – 194 obyvatel
- Donja Lastva – 733 obyvatel
- Tivat – 9 467 obyvatel
- Mrčevac – 1 500 obyvatel
- Krašići – 151 obyvatel

## Opčina Budva
- Prijevor – 449 obyvatel
- Budva – 10 918 obyvatel
- Boreti – 231 obyvatel
- Bečići – 771 obyvatel
- Pržno – 310 obyvatel
- Sveti Stefan – 411 obyvatel
- Drobnići – 22 obyvatel
- Rijeka Reževići – 41 obyvatel
- Krstac – 18 obyvatel
- Katun Reževići – 45 obyvatel
- Petrovac na Moru – 1 485 obyvatel
- Buljarica – 160 obyvatel

## Opčina Bar
- Sutomore – 1 827 obyvatel
- Brca – 278 obyvatel
- Šušanj – 2 630 obyvatel
- Bar – 13 719 obyvatel
- Polje – 1 529 obyvatel
- Dobra Voda – 995 obyvatel

## Opčina Ulcinj
- Kruče – 142 obyvatel
- Ulcinj – 10 828 obyvatel
- Donji Štoj – 881 obyvatel